# Hydrangea preslii
Hydrangea preslii är en hortensiaväxtart som beskrevs av John Isaac Briquet. Hydrangea preslii ingår i släktet hortensior, och familjen hortensiaväxter. Inga underarter finns listade i Catalogue of Life.